# 德源君
德源君李曙 （韓語：덕원군，1449年—1498年），朝鲜世祖次子，母谨嫔朴氏。1459年封德源君。1462年和金宗直的女儿结婚。1498年逝世，年四十九。

## 夫人
- 林川郡夫人庆州金氏  임천군부인 경주 김씨(1447-1481)金宗直（1431-1492）的女儿。
- 凤山郡夫人咸安尹氏봉산군부인 함안 윤씨 (1450- )咸安君尹末孙 함안군 윤말손 的女儿。
- 安城郡夫人淸州杨氏 안성군부인 청주 양씨（1451- 1504）参知杨逸源的女儿。
- 昌宁郡夫人成氏 （1453-1515）修撰成魯風 성노풍 的女儿。

## 儿子
- 莲城君李𤁰 (1464-1525) 字灌之。德源君李曙长子,母林川郡夫人庆州金氏。
- 德津君李濊 덕진군  이활(1469-1521)字源之, 德源君李曙次子， 母林川郡夫人庆州金氏。昌原君李晟嗣子。
- 东山都正李  동산도정 이심(1472- 1521) 德源君李曙三子，母安城郡夫人淸州杨氏。
- 顺政守李灒  순정수 이찬 （1476- ） 德源君李曙四子，母凤山郡夫人咸安尹氏。
- 宁川都正李船之 영천도정 이감(1478-1534) 德源君李曙五子，母安城郡夫人淸州杨氏
- 丰昌守李瀚（1481- ）   풍창수 이한   德源君李曙六子，母凤山郡夫人咸安尹氏。
- 德城守李灎   덕성수 이염（1484- ） 德源君李曙七子，母凤山郡夫人咸安尹氏。
- 嵩善君李𤄓 숭선군 이총(1488-1544)字淙之。德源君李曙八子，母昌宁郡夫人成氏。
- 箕城都正李灡  기성도정 이난 （1490-15 ） 德源君李曙九子，母昌宁郡夫人成氏。
- 靑鳧君李藩 청부군(1494-1545) 德源君李曙十子，母母昌宁郡夫人成氏。